# 豚松
豚松（ぶたまつ）、村上元三の小説『次郎長三国志』に三保の豚松（みほのぶたまつ）として登場、清水次郎長配下の「清水二十八人衆」に数えられる三保の松五郎（みほのまつごろう、1840年前後 - 没年不詳）は、かつて実在した日本の侠客である。本名・出生名等は伝えられていない。実際に隻眼・隻腕であったのは豚松であり、講談・浪曲・映画等に描かれる森の石松の設定は、豚松からの流用であるとされる。

## 人物・来歴
正確な生年月日は不明であるが19世紀中ごろ、1840年前後の時期、駿河国有渡郡三保村（静岡県静岡市清水区三保）の漁師の家に生まれる。同村には駿河湾に臨む景勝地、三保の松原があり、清水湊（現在の静岡市清水区港町）はほど近かった。平岡正明は「次郎長の父親が難船して八丈島に漂着したとき、豚松の父親もいっしょに漂流した組で、父親同士が友人」と書いている。次郎長の実父「雲不見の三右衛門」は清水湊の船持ち船頭であった。地元出身者を乾分に迎えない方針であった次郎長が、豚松を例外としたのは、双方の父親の関係によるという。
今川徳三は、清水湊に豚松が現れ「ふらふらしていた」ころには、すでに隻眼であったとする。喧嘩で顔を切られて眼球が飛び出し、あまりの形相に斬った人物は逃げ出したといい、自力で眼球を眼窩に填めて医者に行き、治療の間は『よしこの節』（『潮来節』の変種）を歌っていたと伝えられる。今川は、この説が、刈谷藩藩士・松本奎堂（1831年 - 1863年）が1848年（嘉永元年）に左眼を失明したときの有名なエピソードに酷似していることを指摘している。
平岡正明によれば、1864年（元治元年）に起きた次郎長一家と平井一家二代目の雲風亀吉（平井亀吉、1828年 - 1893年）との2度の喧嘩を平井村の役といい、重傷を負ったのはこのときであるという。山本鉄眉（天田愚庵、1854年 - 1904年）が次郎長に聞き書きし、次郎長の生前に上梓した『東海遊侠伝』（1884年）には、第十三回『長五伝檄催大衆 豚松振勇負重創』（長五檄を伝へて大衆を催し豚松勇振て重創を負ふ）という章があり、豚松の勇猛とその重傷が描かれている。『東海遊侠伝』の同章には、豚松は、ひとりで5人を相手に戦闘し、まず左腕を斬られ、次に右顔面を斬られたが3人を倒した後、切断された腕を接着しようとしたが無理だったので投げ捨てたところ、仲間に親にもらった身体を捨てるなと言われて拾って帰った旨の記述がある。同章の末尾には、その翌年には傷が癒えたので禁を破って飲酒したところ、回復せずに死んだ旨、書かれている。

今川によれば、腕を斬られたのは別の時期であり、1866年2月10日（慶応元年12月25日）、甲斐国八代郡上黒駒村の黒駒勝蔵（1832年 - 1871年）が、三河国宝飯郡蒲郡村（現在の愛知県蒲郡市）に殴り込みをかけた際に、豚松は左腕を切断する重傷を負ったが、それでも勝蔵一味を追い込み、引き上げる段になって左腕の損傷を仲間に指摘され「おや、ねえや」と言ったという話が残っているとする。今川は、年明けすぐに伊勢国荒神山（現在の三重県鈴鹿市高塚町観音寺）で勃発した「荒神山の喧嘩」の直前であり、この時点で勝蔵が蒲郡の殴り込みを行ったかどうかは怪しいと指摘する。今川はそれとともに、腕の喜三郎（1642年 - 1715年）の物語に酷似している点も指摘している。同年5月22日（慶応2年4月8日）午前10時、神戸の長吉（1839年 - 1866年）、吉良の仁吉（1839年 - 1866年）、大政（1832年 - 1881年）、小政（1842年 - 1874年）、大瀬半五郎（1820年 - 1886年）、小松村七五郎（1818年 - 1872年）、増川仙右衛門（1836年 - 1892年）、奇妙院常五郎、桶屋の鬼吉（1813年 - 1887年）、大野の鶴吉らとともに豚松こと「三保の松五郎」も、穴太徳一家と戦闘した「荒神山の喧嘩」に参戦したとされる。
『東海遊侠伝』では前述のようにすでに左腕と右眼の重傷を負った時点で死んだと記述されているが、明治維新後の1871年（明治4年）に行われた荒神山の手打式の終了直後に撮影された清水一家の集合写真には、右眼に古傷を負う青年の姿で豚松も写っている。今川徳三によれば、豚松はいわゆる「三ン下奴」ではなく、一家を構えた親分であったという。次郎長が死去したのは、1893年（明治26年）6月12日、満73歳であったが、この時点での豚松、あるいは「三保の松五郎」の消息は伝わっていない。梅蔭禅寺には、次郎長、次郎長夫人のお蝶、大政、小政、増川仙右衛門の墓もあるが、豚松の墓は不明、没年も不明である。
静岡県議会議長を務めた村本喜代作が著した『次郎長巷談』（1953年）にも『豚松』に一章が割かれている。フィクションであるが同年に『オール讀物』に連載されていた村上元三の小説『次郎長三国志』でも『三保の豚松』に一章を充てている。

## フィクションの人物像
史実において豚松が「清水二十八人衆」であった時代は、正確には伝えられていないが、1864年 - 1871年をカヴァーする時期であったことは明らかである。そもそも「清水二十八人衆」には架空の人物も数えられており、浪曲師の三代目神田伯山（1872年 - 1932年）の創作であるとされる。三代目伯山の挙げる「清水二十八人衆」での豚松は「三保の松五郎」と表記され、村上元三の小説『次郎長三国志』では「三保の豚松」と表記される。森の石松を隻眼の設定にしたのは三代目伯山であり、豚松の史実を石松に負わせたものであるとされる。『東海遊侠伝』に「三州の石松」として登場する三河国出身の石松を「遠州森の石松」と変更したのも、三代目伯山であり、村松梢風（1889年 - 1961年）であった。平岡正明は石松の実像を「気のいい小柄な男で、片目でもどもりでもない」と記す。
マキノ雅弘の代表作とされる映画『次郎長三国志』（東宝、1952年 - 1954年）、『次郎長三国志』（東映、1963年 - 1965年）の2つのシリーズでは、それぞれ加東大介、佐藤晟也が演じている。映画『次郎長三国志』は、村上元三の同名の小説を原作にしており、第1章『桶屋の鬼吉』に始まり、『東海遊侠伝』を書いた天田愚庵（1854年 - 1904年）を描く第22章『天田五郞』、講談『名も高き富士の山本』を創作した三代目神田伯山を描く第23章『神田伯山』で終わる、全23章で構成される同作において、豚松を描く『三保の豚松』は第11章に当たる。映画においては、東宝版では第四部に漁師として初登場、次郎長一家に加わりたくて引っ越し祝と称して魚を持って来たり、次郎長が開いた相撲興行で力士に勝ったりと盛んにアピール、いよいよ一家に加わるという筋である。1953年（昭和28年）11月3日公開の第五部では、当初、加東大介の豚松を物語の主役に置き、第六部でも出番が多い設定であったが、加東が『七人の侍』（監督黒澤明、1954年4月26日公開）の「七郎次」にキャスティングされたため、第五部の撮影現場に「ブタマツコロセコウモリイワオ」（豚松殺せ乞う森岩雄）の電報が届き、急遽マキノは豚松が第五部で死ぬ設定に変更した。第五部の豚松は「親分」と何度も次郎長の呼称を叫びながら死んでいく。会社側の一方的なスケジュール上の都合で途中降板した加東大介と豚松のため、『次郎長三国志 第八部 海道一の暴れん坊』（1954年6月8日公開）では法事が営まれるとともに、「豚松の母親」（馬野都留子）が登場する。東映版では『次郎長三国志 第三部』と第4作の『次郎長三国志 甲州路殴り込み』に登場する。
片岡千恵蔵が次郎長を演じ、松田定次が監督した『勢揃い東海道』（1963年1月3日公開）では、森の石松はすでに登場せず、豚松を堺駿二が演じたほか、重複して香月涼二が演じる「三保の松五郎」が登場する。
「酒飲みねえ、すし食いねえ、江戸っ子だってね」「神田の生まれよ」で知られる二代目広沢虎造の浪曲『石松三十石船道中』の原型は、三代目神田伯山の創作である。江戸っ子が石松に対し、清水一家で一番強いのは「大政、小政、大瀬半五郎、増川仙右衛門、法印大五郎、追分三五郎…」と挙げていくなかで、豚松は9番目の「三保の松五郎」、12番目の「豚松」と重複して登場する。16人挙げたところで、大瀬の次に石松を失念していたことを忘れていたことを思い出す、という筋である。このくだりのあった時期は、設定では「文久2年の3月半ば」、つまりグレゴリオ暦では1862年4月13日前後に当たり、史実においては、豚松は存命であるが、石松は2年前にすでに死んでいる時期である。

## フィルモグラフィ
「豚松」あるいは「三保の松五郎」が登場するおもな劇場用映画・テレビ映画の一覧である。公開日の右側には、「豚松（石松・次郎長）」の形式で豚松を演じた俳優名とともに、石松・次郎長を演じた俳優も記した。東京国立近代美術館フィルムセンター（NFC）、デジタル・ミーム等での所蔵状況も記した。
- 『次郎長三国志 第四部 勢揃い清水港』 : 監督マキノ雅弘、原作村上元三、構成小国英雄、脚本松浦健郎、製作・配給東宝、1953年6月23日公開 - 加東大介（森繁久彌・小堀明男）、79分の上映用プリントをNFCが所蔵
- 『次郎長三国志 第五部 殴込み甲州路』 : 監督マキノ雅弘、原作村上元三、構成小国英雄、脚本松浦健郎、製作・配給東宝、1953年11月3日公開 - 加東大介（森繁久彌・小堀明男）、77分の上映用プリントをNFCが所蔵
- 『次郎長三国志 第八部 海道一の暴れん坊』 : 監督マキノ雅弘、原作村上元三、脚本小川信昭・沖原俊哉、製作・配給東宝、1954年6月8日公開 - 「豚松の母親」役・馬野都留子（森繁久彌・小堀明男）、103分の上映用プリントをNFCが所蔵
- 『次郎長遊侠伝 天城鴉』 : 監督マキノ雅弘、脚本八木保太郎、製作・配給日活、1955年5月3日公開 - 千秋実（森繁久彌・河津清三郎）

- 『清水港の名物男 遠州森の石松』 : 監督マキノ雅弘、原作村上元三、脚本観世光太、製作東映京都撮影所、配給東映、1958年6月29日公開（映倫番号 10715） - 「豚松の母親」役・東竜子（中村錦之助・加賀邦男）、98分の上映用プリントをNFCが所蔵
- 『次郎長意外伝 灰神楽木曽の火祭』 : 監督青柳信雄、原案正岡容、脚本小野田勇・永六輔・蓮池義雄、製作・配給東宝、1958年11月23日公開（映倫番号 10877） - 森川信（ - ・河津清三郎）
- 『森の石松幽霊道中』 : 監督佐伯幸三、原作木村錦花、脚色笠原良三、製作宝塚映画製作所、配給東宝、1959年7月14日公開（映倫番号 11321） - 「松五郎」役・丘寵児（フランキー堺・加東大介）

- 『ひばりの森の石松』 : 監督沢島忠、脚本鷹沢和善、製作東映京都撮影所、配給東映、1960年3月29日公開（映倫番号 11463） - 花房錦一（美空ひばり・若山富三郎）、83分の上映用プリントをNFCが所蔵
- 『続次郎長富士』 : 監督森一生、脚本八尋不二、製作大映京都撮影所、配給大映、1960年6月1日公開（映倫番号 12027） - 伊沢一郎（勝新太郎・長谷川一夫）
- 『次郎長血笑記 殴り込み荒神山』 : 監督工藤栄一、脚本村松道平、製作第二東映京都製作所、配給第二東映、1960年9月13日公開（映倫番号 11909） - 花房錦一（品川隆二・黒川弥太郎）
- 『勢揃い東海道』 : 監督松田定次、脚本高岩肇、製作東映京都撮影所、配給東映、1963年1月3日公開（映倫番号 13025） - 堺駿二（三保の松五郎役香月涼二・片岡千恵蔵）、94分の上映用プリントをNFCが所蔵
- 『次郎長三国志 第三部』 : 監督マキノ雅弘、原作村上元三、脚本マキノ雅弘・山内鉄也、製作東映京都撮影所、配給東映、1964年2月8日公開（映倫番号 13476） - 佐藤晟也（長門裕之・鶴田浩二）、94分の上映用プリントをNFCが所蔵
- 『次郎長三国志 甲州路殴り込み』 : 監督マキノ雅弘、原作村上元三、脚本マキノ雅弘・山内鉄也、製作東映京都撮影所、配給東映、1965年8月25日公開（映倫番号 14073） - 佐藤晟也（長門裕之・鶴田浩二）、90分の上映用プリントをNFCが所蔵

- 『次郎長三国志』 : 原作村上元三、1968年4月7日 - 同年9月29日放映（連続テレビ映画・全26回） - 不明（山田吾一・中野誠也）
- 『清水次郎長』 : 1971年5月8日 - 1972年4月29日放映（連続テレビ映画・全52回） - 不明（あおい輝彦・竹脇無我）
- 『次郎長三国志』 : 原作村上元三、1974年4月9日 - 同年9月24日放映（連続テレビ映画・全23回） - なべおさみ（桜木健一・鶴田浩二）
- 『マチャアキの森の石松』 : 監督マキノ雅弘、1975年10月12日 - 1976年4月4日放映（連続テレビ映画・全26回） - 岡本信人（堺正章・浜畑賢吉）
- 『次郎長三国志 勢揃い二十八人衆喧嘩旅!』 : 監督松尾昭典、原作村上元三、1998年1月3日放映（テレビ映画・新春ワイド時代劇） - 大仁田厚（片岡鶴太郎・北大路欣也）
- 『次郎長背負い富士』 : 2006年6月1日 - 同年8月31日放送（テレビドラマ・木曜時代劇・全10回） - 上杉陽一（山本太郎・中村雅俊）